# Mežica
Mežica este un oraș din comuna Mežica, Slovenia, cu o populație de 3.487 de locuitori.